# Genesis (musikgrupp)

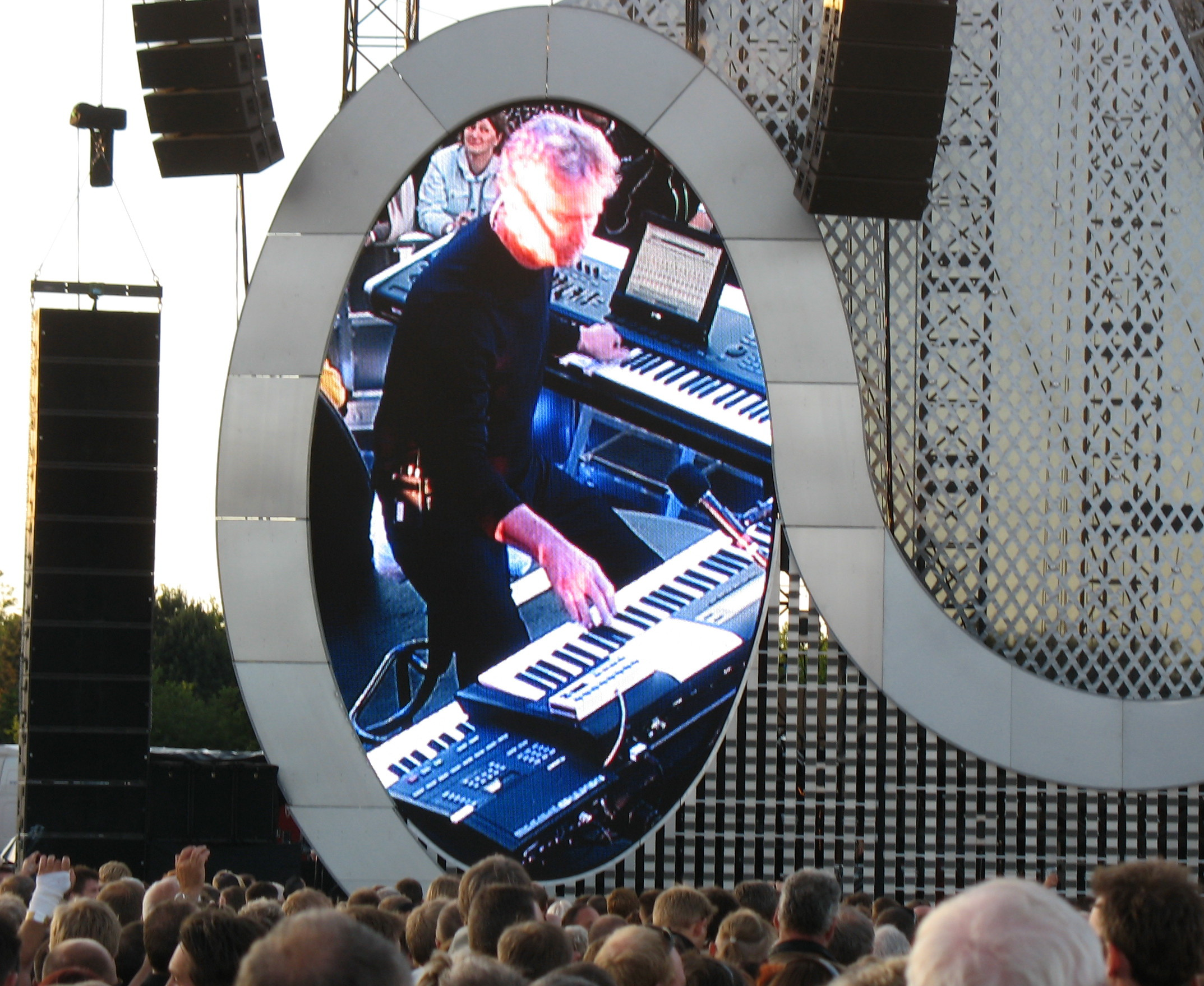
Tony Banks.

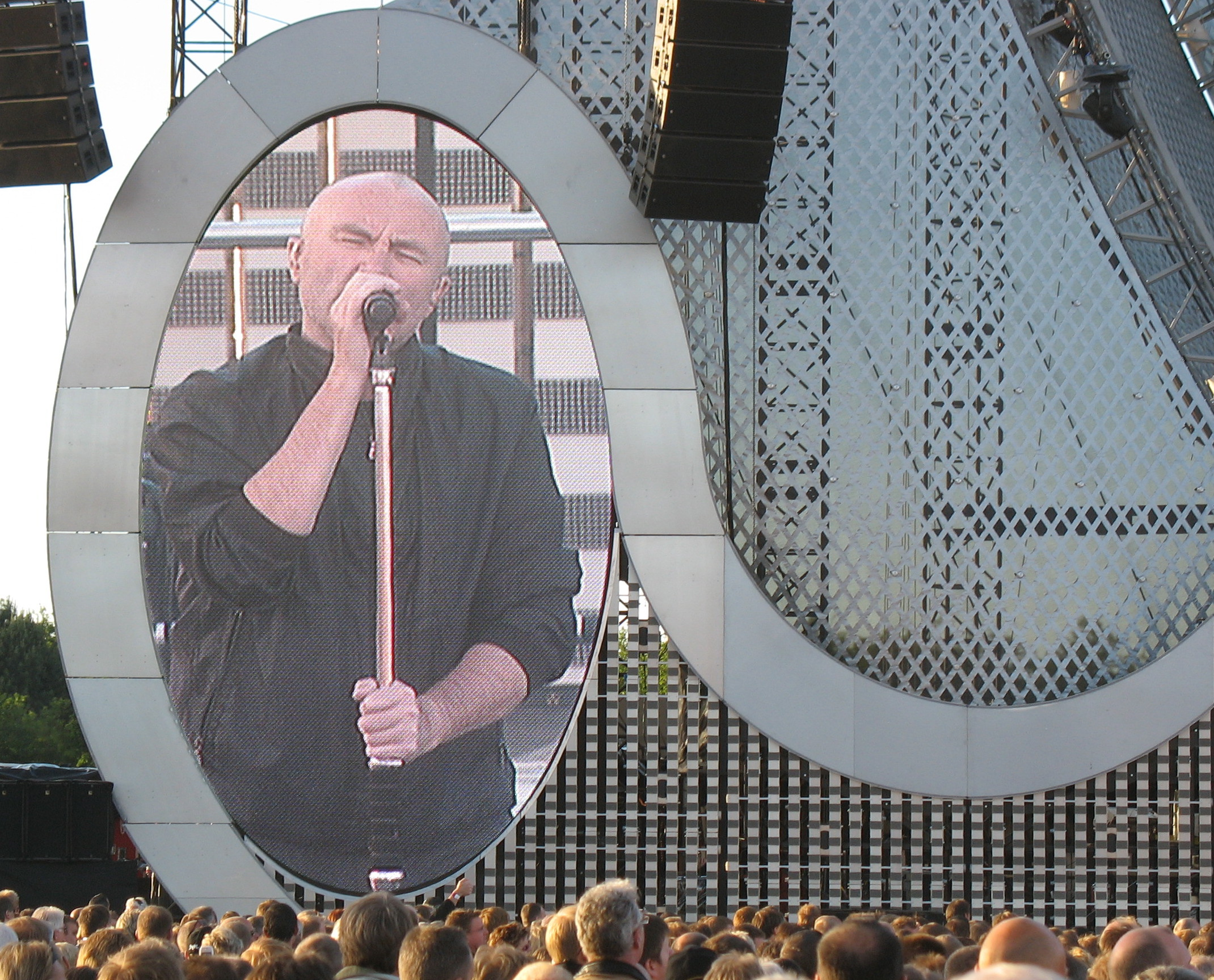
Phil Collins.

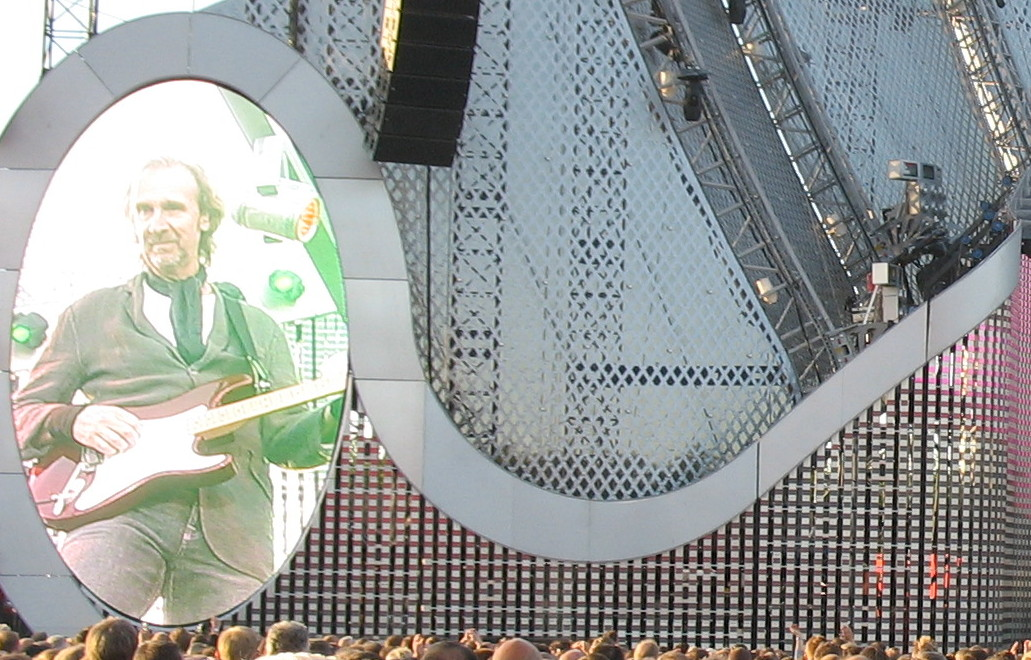
Mike Rutherford.

Genesis var en brittisk rockgrupp som bildades 1967 i Godalming i England. Gruppen var under 1970-talet ett av de största namnen inom progressiv rock, för att under 1980-talet utvecklas till alltmer popinfluerad rock. Bandet upplöstes 1998. Det återförenades dock tillfälligt 2007. År 2010 blev gruppen invald i Rock and Roll Hall of Fame.

## Historia
Genesis bildades på elitinternatskolan Charterhouse, av Peter Gabriel (sång) (ex. Garden Wall (trummor) ), Anthony Phillips (gitarr), Tony Banks (keyboards) och Michael Rutherford (bas). Åren 1967–1970 utgjorde de gruppens kärna och hade flera olika trumslagare (se nedan). Efter några singlar och debut-LP:n From Genesis to Revelation (1969) lade gruppen grunden till sin senare stil med LP:n Trespass (1970): En progressiv rockstil med stark inspiration från bland annat brittisk folkton. De hade också tagit starkt intryck av King Crimsons mellotronanvändande och på Trespass använde de en mellotron för första gången, en mellotron som de för övrigt köpt av just King Crimson.
Efter denna LP lämnade både Phillips och trumslagaren John Mayhew gruppen och ersattes av Steve Hackett (gitarr) och Phil Collins (trummor) (ex. Flaming Youth). Nu hittade gruppen sin musikaliska form och spelade in tre LP-skivor som alla blev stilbildande verk inom den progressiva rocken: Nursery Cryme (1971), Foxtrot (1972) och Selling England by the Pound (1973). Från dessa LP kan nämnas låtar som "The Musical Box" och "The Fountain of Salmacis" (1971), "Watcher of the Skies" och "Supper’s Ready" (1972), samt "Dancing with the Moonlit Knight" och "Firth of Fifth" (1973). De hann även ge ut ett livealbum under samma period, Genesis Live, som kom 1973. Gruppen utvecklade under Gabriels ledning en effektiv visuell framtoning med konserter som hade karaktären av teaterskådespel. Gruppens utveckling kulminerade - åtminstone kommersiellt och visuellt - med dubbel-LP:n The Lamb Lies Down on Broadway (1974) och den efterföljande världsturnén som både gav Genesis dess stora genombrott liksom den innebar slutet på gruppens första period. Gabriel lämnade nämligen gruppen efter turnéns slut i augusti 1975, varefter gruppen som kvartett, och med Collins som ny sångare/trumslagare, inledde sin andra period under vilken gruppen musikaliskt fortsatte att utveckla sin progressiva stil men nu med betydligt större popularitet. 
Som kvartett spelade Genesis in två LP-skivor, A Trick of the Tail (1976) och Wind and Wuthering (1977), samt live-LP:n Seconds Out (1977) innan också Hackett lämnade gruppen 1977. Därefter påbörjade gruppen sin tredje period under vilken de gradvis över de två nästföljande albumen transformerade sin musikaliska stil från komplex progressiv rock till mainstream AOR-rock, och det med enorma kommersiella framgångar. Runt 1980, efter att LP:n Duke släppts, var Genesis såväl kommersiellt och popularitetsmässigt förmodligen världens största grupp. Under åttiotalet vidmakthöll de sin stora position med flera framgångsrika LP-skivor - bland annat Invisible Touch (1986) - och turnéer, samtidigt som både Phil Collins och den tidigare medlemmen Peter Gabriel firade stora triumfer som soloartister. 
År 1991 utgav Genesis det framgångsrika albumet We Can't Dance, med de stora hittarna "No son of mine" och "I can't dance" och genomförde året därpå en världsturné. När Collins lämnade gruppen 1996 rekryterade Banks och Rutherford Ray Wilson som ny sångare och utgav med honom Calling All Stations (1997). Under 1998 genomförde bandet en turné i Europa och Nordamerika, men de stora framgångarna uteblev - särskilt i Nordamerika. Bandets framtid lades därför på is och medlemmarna ägnade sig åt soloprojekt. Efter något år stod det klart att Wilson inte längre tillhörde gruppen, även om det är oklart exakt när och hur han lämnade gruppen. År 1999 spelade Genesis in en ny version av låten "The Carpet Crawlers" för best of-albumet Turn it on again. På denna nya version sjöng både Peter Gabriel och Phil Collins, men inte Ray Wilson. När gruppens manager Tony Smith år 2000 mottog ett pris från Music Managers Forum spelade Collins, Banks och Rutherford fyra låtar tillsammans med Daryl Stuermer.
År 2005 träffades Peter Gabriel, Phil Collins, Tony Banks, Mike Rutherford och Steve Hackett för att diskutera en kommande återförening. Planerna sköts dock på en obestämd framtid och i stället beslutade sig Collins, Banks och Rutherford för att göra en återförening av "tremannabandet". Denna återförening ägde rum 2007, då Colins, Banks och Rutherford genomförde en stor turné i Europa och Nordamerika. Vid en gratiskonsert i Rom spelade Genesis för 500 000 personer. Genesis framtid är oviss, bland annat på grund av en nervskada som Collins ådrog sig under 2007 års turné. Skadan innebär att hans finmotorik i fingrarna har försämrats kraftigt, vilket påverkar hans förmåga att spela trummor.
Hösten 2014 återförenades Collins, Rutherford, Banks, Gabriel och Hackett för att vara med i en dokumentärfilm om gruppens karriär under 1970-talet.
Den 4 mars 2020 meddelade bandet att de ska göra en ny turné "The last domino? tour". De ska ge 8 konserter i Storbritannien och på Irland. Lineup blir Phil Collins, Tony Banks, Mike Rutherford samt Daril Stuermer som varit med på tidigare turnéer och Nicholas Collins (Phil Collins son) på trummor.
Kommersiellt ligger Genesis betydelse under 1980-talet, medan man med fog kan hävda att det är musiken från första hälften av 1970-talet som ur ett musikaliskt perspektiv har varit både den mest originella och mest inflytelserika stilen, som bland annat påverkat skilda grupper som bland andra Camel och Marillion.

## Medlemmar
Gruppen hade under sin existens 8 olika sammansättningar av musiker varav den mellan 1971 och 1975 ofta anses vara den mest fulländade (sättningen med Banks/Collins/Rutherford mellan 1977 och 1996 är dock den mest framgångsrika). Från och med denna uppsättning ersattes inte längre medlemmar som lämnade gruppen, med undantag för Ray Wilson som från 1996 ersatte Phil Collins som sångare då den senare helt och hållet satsade på sin solokarriär.
| 1967-1968 | 1969 | 1970 | 1970-1971 |
| | Albumet From Genesis to Revelation                                                                                    | Albumet Trespass                                                                                                  | |
| Tony (Anthony) Banks - klaviatur Peter Gabriel – sång Anthony Phillips - gitarr Mike (Michael) Rutherford - bas Chris Stewart - trummor | Tony Banks - klaviatur Peter Gabriel - sång Anthony Phillips - gitarr Mike Rutherford - bas Jonathan Silver - trummor | Tony Banks - klaviatur Peter Gabriel - sång Anthony Phillips - gitarr Mike Rutherford - bas John Mayhew - trummor | Tony Banks - klaviatur Peter Gabriel - sång Mick Barnard - gitarr Mike Rutherford - bas Phil (Philip) Collins - trummor |

| 1971-1975 | 1975-1977                                                                                        | 1977-1996                                                                                  | 1996-1998 |
| Albumen Nursery Cryme Foxtrot Genesis Live Selling England by the Pound The Lamb Lies Down on Broadway                    | Albumen A Trick of the Tail Wind and Wuthering Seconds Out Spot the Pigeon                       | Albumen ...And Then There Were Three... Duke Abacab Genesis Invisible Touch We Can't Dance | Albumet Calling All Stations |
| Tony Banks - klaviatur Peter Gabriel - sång Steve (Stephen) Hackett - gitarr Mike Rutherford - bas Phil Collins - trummor | Tony Banks - klaviatur Steve Hackett - gitarr Mike Rutherford - bas Phil Collins - trummor, sång | Tony Banks - klaviatur Mike Rutherford - bas, gitarr Phil Collins - trummor, sång          | Tony Banks - klaviatur Mike Rutherford - bas, gitarr Nir Zidkiahu - trummor Nick D'Virgilio - trummor Ray Wilson - sång Anthony Drennan - gitarr |

### Under konserter även
- Bill Bruford - trummor (1976)
- Chester Thompson - trummor (1977–1992, 2007)
- Daryl Stuermer - gitarr (1978–1992, 2007)
- Anthony Drennan - gitarr, bas (1998)
- Nir Zidkyahu - trummor, (1998)

## Diskografi

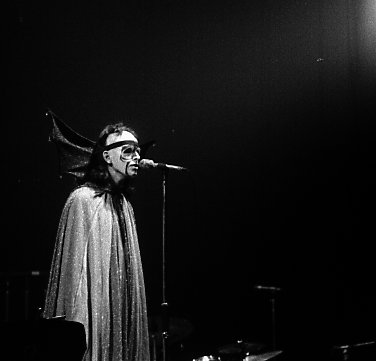
Peter Gabriel med Genesis i Toronto 1974

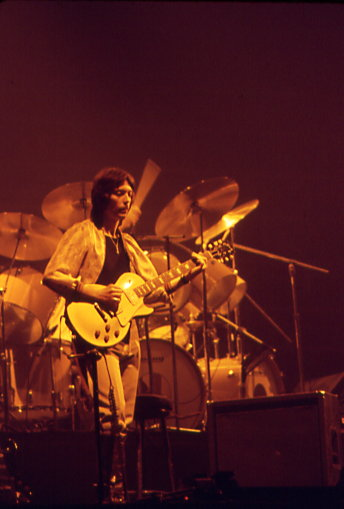
Steve Hackett spelar med Genesis 1977

### Studioalbum
- 1969 – From Genesis to Revelation
  - återutgivet 1974 som In the Beginning
  - återutgivet 1980 som Where the Sour Turns to Sweet
- 1970 – Trespass
- 1971 – Nursery Cryme
- 1972 – Foxtrot
- 1973 – Selling England by the Pound
- 1974 – The Lamb Lies Down on Broadway
- 1976 – A Trick of the Tail
- 1976 – Wind and Wuthering
- 1978 – ...And Then There Were Three...
- 1980 – Duke
- 1981 – Abacab
- 1983 – Genesis
- 1986 – Invisible Touch
- 1991 – We Can't Dance
- 1997 – Calling All Stations

### Livealbum
- 1973 – Genesis Live
- 1977 – Seconds Out
- 1982 – Three Sides Live
- 1992 – The Way We Walk, Volume 1: The Shorts
- 1993 – The Way We Walk, Volume 2: The Longs
- 2007 – Live Over Europe 2007

### EP-skivor
- 1977 – Spot the Pigeon
- 1982 – 3 X 3

### Samlingar
- 1998 – Genesis Archive 1967-75
- 1999 – Turn It on Again: The Hits
- 2000 – Genesis Archive 2: 1976-1992
- 2004 – Platinum Collection
- 2007 – Genesis 1976-1982
- 2007 – Genesis 1983-1998
- 2008 – Genesis 1970-1975
- 2009 – Genesis Live 1973–2007
- 2014 – R-Kive